# Ján Kirth
Ján Kirth (* 17. listopadu 1944) je bývalý slovenský fotbalista, obránce.

## Fotbalová kariéra
V československé lize hrál za SU Teplice a ZVL Žilina. Nastoupil ve 141 utkáních a dal 4 góly.

## Ligová bilance
| Ročník                                   | Zápasy | Góly | Klub       |
| ---------------------------------------- | ------ | ---- | ---------- |
| 1. československá fotbalová liga 1965/66 | 15     | 3    | SU Teplice |
| 1. československá fotbalová liga 1966/67 | 11     | 0    | ZVL Žilina |
| 1. československá fotbalová liga 1967/68 | 20     | 0    | ZVL Žilina |
| 1. československá fotbalová liga 1968/69 | 26     | 0    | ZVL Žilina |
| 1. československá fotbalová liga 1969/70 | 29     | 1    | ZVL Žilina |
| 1. československá fotbalová liga 1970/71 | 25     | 0    | ZVL Žilina |
| 1. československá fotbalová liga 1971/72 | 14     | 0    | ZVL Žilina |
| 1. československá fotbalová liga 1972/73 | 1      | 0    | ZVL Žilina |
| CELKEM                                   | 141    | 4    |            |